# Emil Boc
Emil Boc (Rahitel, 6. rujna 1966.) bio je premijer Rumunjske. Prije ove funkcije obavljao je dužnost gradonačelnika grada Cluj-Napoca, najvećeg grada u Transilvaniji. Boc je predsjednik Demokratske-liberalne stranke, čiji je član i predsjednik Traian Basescu. Početkom 2012. dao je ostavku zbog masovnih demonstracija protiv planova njegove vlade o privatizaciji zdravstva.
Emil Boc je sin Ioana i Ane Boc, iz sela Rahitele u okrugu Cluj. Ušao je u politiku 2003. godine kada je izabran za izvršnog predsjednika Demokratske stranke na prijedlog Traiana Basescua. Njegov posao je bio da rukovodi identitetom stranke kako ne bi bila zamijenjena s Nacionalnom liberalnom strankom.
Preuzeo je pociziju gradonačelnika grada Cluj-Napoca nakon što je na izborima 2004. pobijedio ekstremno desničarskog kandidata Georga Funara koji je bio gradonačelnik prethodnih 12 godina. Na tim izborima Boc osvojio 76,2% glasova i nije bilo potrebe za drugim krugom izbora.
Nakon parlamentarnih izbora 2008. godine, Demokratsko liberalna stranka i Socijaldemokratska stranka sastavile su koaliciju za novu vladu. Predsednik Basescu je za mandatara prvobitno imenovao Teodora Stolojana, ali se on povukao. Emil Boc je predložen krajem prosinca i službeno potvrđen od strane parlamenta za novog predsjednika Vlade. U listopadu 2009. mu je izglasano nepovjerenje. Nakon reizbora Traiana Basescua za predsjednika, Emil Boc je ponovo predložen za mandatara.
Boc, čiji je mandat koincidirao s globalnom ekonomskom krizom, početkom 2012. podnio je ostavku poslije višetjednih demonstracija protiv planova njegove vlade o privatizaciji zdravstva. Nakon toga ponovno je izabran za gradonačelnika grada Cluj-Napoca.